# Europaväg 65
Der Europaväg 65 (schwedisch für ‚Europastraße 65‘) ist eine schwedische Fernverkehrsstraße, die teilweise als Autobahn ausgebaut und ein Teil der Europastraße 65 ist. Sie verläuft von Malmö vorbei am Flughafen Malmö bis nach Ystad. Der Europaväg ist 58 Kilometer lang.

## Verlauf

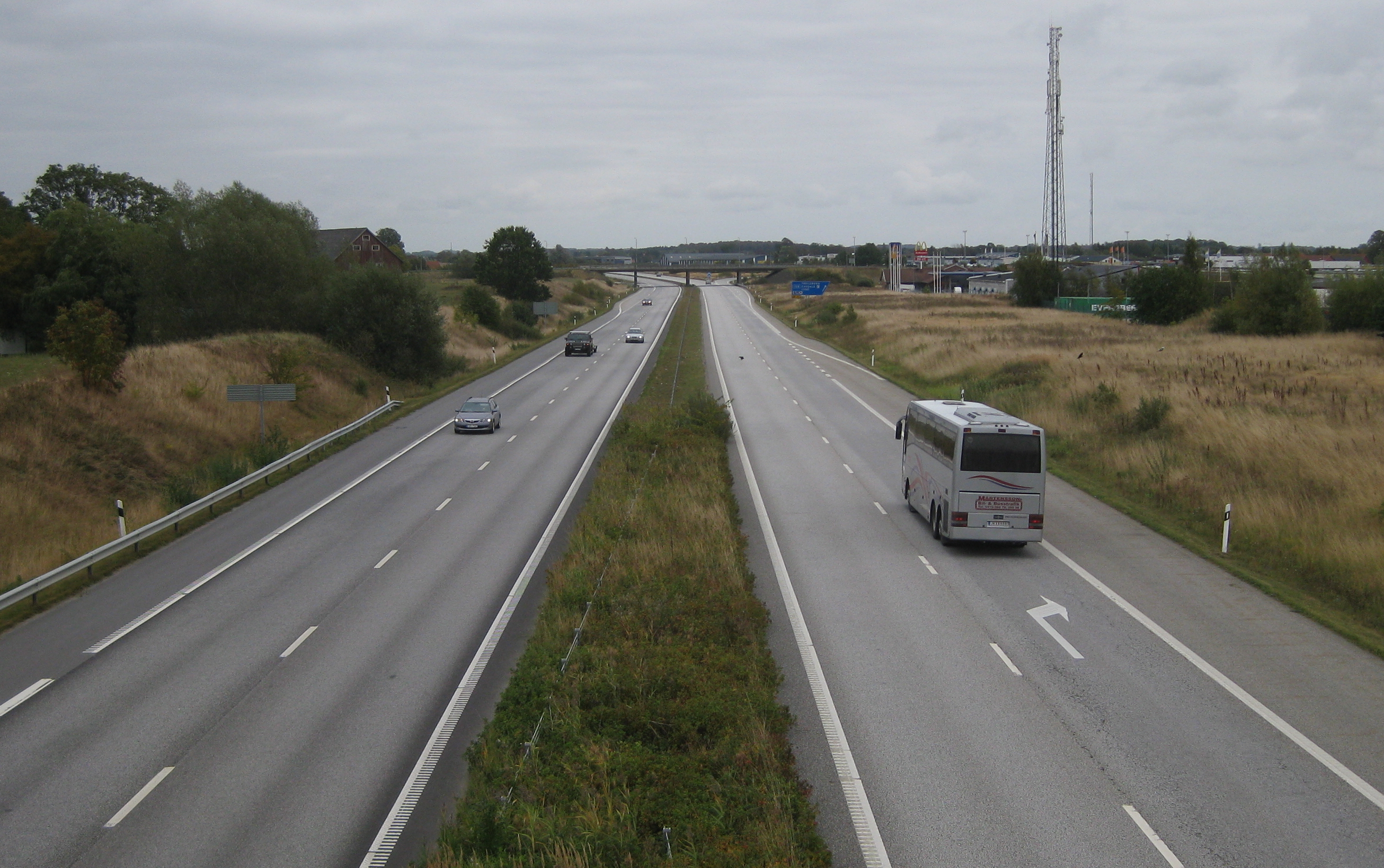
E 65 bei Svedala

Auf den ersten 16 Kilometern ist der E 65 als Autobahn ausgebaut. Er beginnt an der Inre Ringvägen in Malmö und verläuft von dort aus am Kreuz Fredriksberg (mit den E 6, E 20 und E 22) vorbei durch die weitläufige, flache Landschaft der Provinz Skåne län. Hinter der Ausfahrt Sturup beginnt ein bewaldetes Stück. Dort, kurz vor dem Flughafen Malmö, endet die Autobahn.
Es bestehen Pläne, die Autobahn um 5 km bis nach Sturup zu verlängern. Im nationalen Umbauplan von 2009 wurde bekannt gegeben, dass 2018 mit dem Baubeginn gerechnet wird. Bereits im Jahr 2007 wurde als vorübergehende Lösung an der Stelle ein Kreisverkehr errichtet.
Zwischen Sturup und Skurup verläuft der E 65 als autobahnähnliche Straße mit zwei Fahrstreifen pro Fahrbahn, der auch als Autobahn ausgebaut werden könnte. Jedoch bestehen momentan keine Pläne, was oft kritisiert wird. Östlich von Skurup verläuft die Straße mit insgesamt zwei Fahrstreifen und nur einer Fahrbahn bis nach Ystad. In Ystad verläuft die Straße gemeinsam mit dem Riksväg 9 auf der „Dag Hammarskjölds väg“ (bis 2005 „Ringleden“).